# مستربيانكو
مستربيانكو (بالإيطالية: Misterbianco)‏ مدينة إيطالية بمقاطعة كاتانيا في صقلية تقع على بعد حوالي 160 كلم جنوب شرق باليرمو وحوالي 6 كلم غرب كاتانيا عدد سكانها 46.982 نسمة
و مساحتها 37.5 كيلومتر مربع.

## السكان
في سنة 1861 بلغ عدد السكان 6٬279 نسمة، وتطور العدد ليصل في سنة 2011 لـ 47٬356 نسمة.
يظهر هذا المخطط البياني تطور النمو السكاني لـ مستربيانكو